# Josephine Frydetzki
Josephine Frydetzki (* 3. November 1984 in Schkeuditz) ist eine deutsche Filmregisseurin und Drehbuchautorin.

## Leben
Josephine Frydetzki studierte an der Filmuniversität Babelsberg Konrad Wolf in Babelsberg. Ihre eigenen Arbeiten als Autorin und Regisseurin wurden mehrfach ausgezeichnet und liefen auf großen Festivals wie der Berlinale und dem Max-Ophüls Filmfest. Für ihren in Argentinien gedrehten Kurzfilm „Dígame“ gewann sie im Jahr 2011 den First Steps Award. Sie war Meisterschülerin bei Professorin Helke Misselwitz. Sie realisierte ihren Debütfilm Prinzessin – Der Fahrer (AT) im Sommer 2021 in Koproduktion mit MDR, SWR und ARTE, gefördert von BKM, FFA und MDM. Der Film kam 2024 unter dem Titel "Tage mit Naadirah" in die Kinos.

## Filmografie (Auswahl)

### Als Regisseurin & Drehbuchautorin
- 2008: B96
- 2009: Freie Wale[6]
- 2010: Dígame
- 2010: Dann fressen ihn die Raben
- 2011: You without me (Rufen sie nie wieder an)
- 2021/24: Tage mit Naadirah
- 2023: SOKO Potsdam
- 2024: Blutige Anfänger

## Nominierungen / Auszeichnungen
B96 : Nominierung zum deutschen Kurzfilmpreis; Max-Ophuels Filmfestival, Nominierung bester Kurzfilm
Dígame: Preis: First Steps Award, best short Film; Preis: Achtung Berlin, Gewinner: best short Film; Nominierung Berlinale Perspektive Deutsches Kino, bester Kurzfilm